# A számírás története
A számírás története az ember írásbelisége előtti korokra nyúlik vissza, legalábbis a legelső, mennyiség leírására alkalmazott jelölésre utaló nyom jóval régebbi, mint a legkorábbi írásra utaló emlék. Az előbbi ugyanis mintegy 300 000 éves, utóbbi nagyjából 8000.
Az mennyiségek nem szöveges leírásának igénye a birtokviszonyok, időszámítás és egyéb fogalmak kialakulásával egyidős. Ugyanakkor a nem szisztematikus fejlődésnek köszönhetően többször, többféle formában is megjelent az elmúlt évezredek során.
A legősibb írások esetén pusztán a mennyiségeket jelölték meg, esetleg némi csoportosítással. Ennek nyomai a beszélt és írott nyelvben a mai napig megvannak a számok megnevezésében. Ilyen például a magyar nyelvben a -száz, -ezer végződés a megfelelő számok esetén: háromezer-kilencszázötvennégy.
Ennek egy fejlettebb változata az alfabetikus számírás, amikor a betűk egyben számértéket is képviselnek. Az alfabetikus számírás a számmisztika áltudományában él tovább.
Egy másik irány, amikor a számok megnevezéséből rövidítéssel alakulnak ki a számjegyek, ennek legismertebb példája a hindu–arab számírás. Ennek további alakulása a helyi értékes számírás felé vezet el. Ebben már az Európában virágba szökkenő matematika járt elöl, így a földrészünkön honos írásrendszer lett elterjedt az egész világon.

## Ősi eredet
A legősibb nyom, ami a számok megjelölésére utal, egy nagyjából 300 000 éves rovátkolt farkas combcsont. Ezen a rovátkák periodikusan, négy rövid és egy hosszú karcolás sorrendjében követik egymást. Ilyen rendszeres nyomot természetes sérülés nem okoz, ezért jogos a feltételezés, hogy a karcolások tudatos tevékenység eredményeképpen keletkeztek, azaz valaminek a megszámolásáról van szó.
Ezt a hipotézist alátámasztják a különböző, korábbi fejlettségi fokon álló természeti népeknél tapasztalt hasonló jelzések. A rendszer a mai napig tovább él, mivel egyszerűsége és igénytelensége bármikor használhatóvá teszi. A jelen időkben strigulázás néven ismerjük.
Az elgondolás némileg átalakult formában a későbbi korokban is megmaradt. Ilyen például az ókori Kínában alkalmazott számírás, ahol rövid és hosszú vonalak segítségével jelölték az egyes és tízes csoportok számát, illetve Mezopotámiában, ahol az ékírásos jelek felhasználásával alkották meg a számokat.
A mezopotámiai matematika fejlettségét jelzi, hogy ezen rendszer segítségével egészen komoly mennyiségeket is le tudtak írni. A matematika és az írásrendszer csúcsteljesítménye a √2 közelítő értékének a kiszámítása és leírása.

## Mennyiségjelöléses írás
Az egyszerű leszámlálásnál, amikor nagyobb mennyiségeket kellett leírni, az ember csoportosítani kezdett. Ennek nyomait a számnevek a mai napig őrzik, illetve egyes, primitív szinten álló népek számolásánál tetten érhető. Például az ausztrál bennszülöttek hármasával csoportosítva nevezik meg a mennyiségeket.
Ennek a számírásban is látható nyoma maradt. A nagyobb csoportokat újra számolva valahogyan jelölni kell azok megnövelt értékét is. Tehát minden új csoportra új jelet kell kitalálni. Ez lényegesen hatékonyabb, mint a puszta leszámlálás, ezért igen stabilan meg is maradt, gyakorlatilag a legújabb korig aktívan használtak ilyen írásrendszereket.

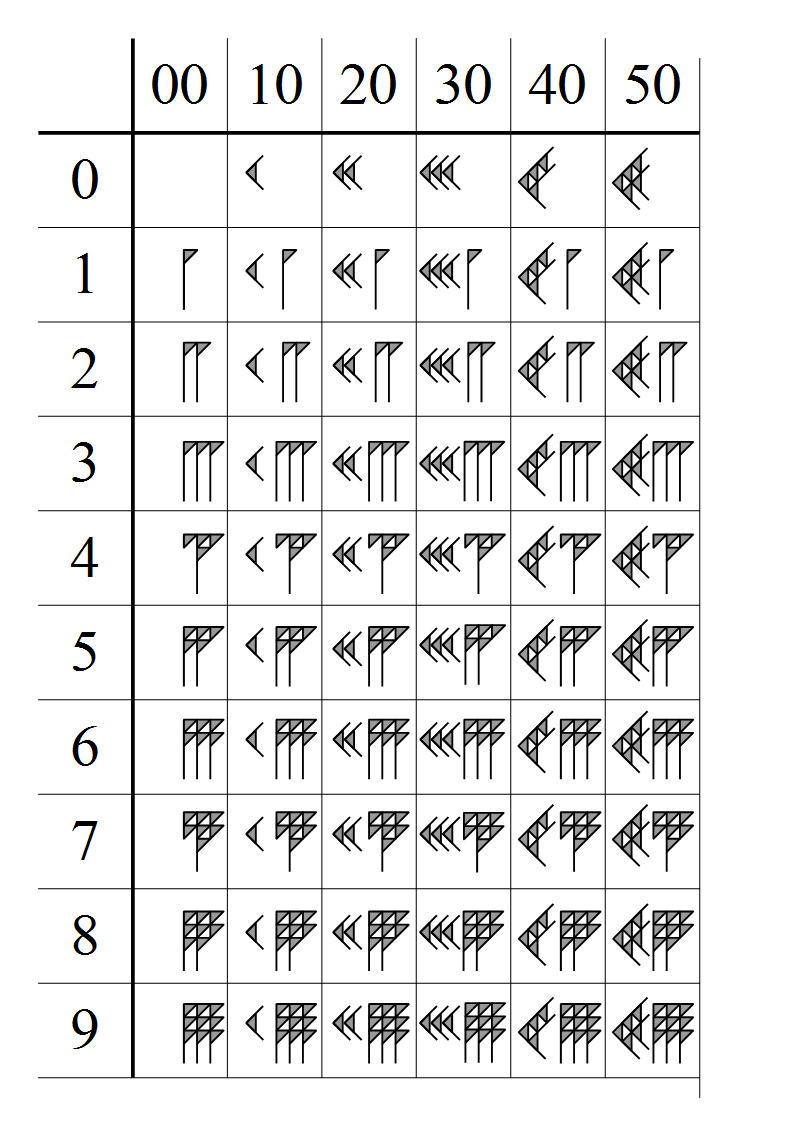
A sumerek számai 1-59-ig

Ilyen jellegű a sumer írás is, ahol 𒁹 jelöli az egyes és 𒌋 a tízes csoportokat. Ugyanakkor azonban hatvanasával számoltak, ami elég érdekes számírást valósított meg.
Magyarországon az ilyen jellegű írásmódok közül a rovásírás és a római számírás a legismertebb. Mindkettő tulajdonképpen ötösével csoportosít, bár a két ötös jelet egybevonja, így egy kereszt szimbólum alakul ki.
A mennyiségjelöléses írásmód lényegesen tömörebb leírást tesz lehetővé, mint az egyszerű strigulázás, azonban a puszta számíráson túllépve problémássá válik:
- minden új csoportnak új jelölés kell, ami nagy számok leírását nehézzé teszi;
- a műveletvégzés körülményes, bonyolult.[* 3]

Ennek ellenére igen hosszú időszakon keresztül uralkodó volt, egyes területeken mind a mai napig használjuk, bár ezek a puszta számírásnál többet nem igényelnek. Mondhatjuk tehát, hogy a használatuk egyszerű „civilizációs tehetetlenségre” vezethető vissza.

## Alfabetikus számok
Egy nagyon érdekes, a helyi értékes és a mennyiségjelöléses számírás közötti átmeneti jellegű írásmód, amikor nem alkotunk a számokra külön jelöléseket, hanem az ábécé betűit vesszük igénybe. Erre is a motivációt tulajdonképpen a sumer írás jelenthette, hiszen az ő számaik is a betűket alkotó jelekből lettek összerakva. A két leggyakoribb az óhéber és az ógörög írás. Mindkettő ábécéje 27 jelből áll, ez ösztönzi a tízesével csoportosítást: az első kilenc betű értéke 1-9-ig terjed, a következő kilencé tízesével 10-90-ig, majd az utolsó csoport 100-900-ig százasával számolva.
Ez a rendszer a térség több területén is megjelent, mivel kellően egyszerű volt a használathoz. Ugyanezért volt azonban kissé problémás néhány ősi, kihalt nyelv írásos emlékeinek megfejtése, ugyanis a számokat jelölő betűcsoportok a szövegben nem voltak kiemelve, így az első kísérletek során szavaknak vélték őket. Kiolvasásuk azonban körülményes, esetenként lehetetlen volt.
Az írásmódnak máig ható leszármazottja a számmisztika nevű áltudomány. Ez a különböző szavakhoz társított számértékekből próbál mindenféle következtetésekre jutni – természetesen mindennemű megalapozottság nélkül.
Az alfabetikus számírás egyik érdekes alkalmazása a matematikai logikai feladatok közé tartozik. Ebben az esetben valamilyen művelet elvégzésével betűcsoportokkal helyettesítjük a számokat. A feladat annak visszafejtése, hogy az egyes betűk milyen számjegyeket jelölnek. Érdekessé teszi ezt a betűcsoportok értelmes szavakká formázása, illetve valamilyen téma körér rendezése. Kifejezetten izgalmas feladat ilyen feladványok készítése.

## Helyi értékes számírás
Tetszőleges nagyságú számok leírására a leghatékonyabb ismert módszer a helyi értékes írás. Ez véges sok jellel, a jelek számon belül elfoglalt helyétől függő értékének használatával oldható meg.
Ennek nyomai megint a sumer számírásnál keresendőek. A sumerek 1-59-ig gond nélkül leírták a számokat a hagyományos mennyiségjelölő módszerrel. Utána azonban megjelölték, hogy egy hatvanas csoport megtelt, de nem alkalmaztak külön jelet a nagyobb csoportra, hanem az egyes jelét használták. Tehát a △ egyszerre jelentett 1-et, 60-at és 3600-at is. Amíg a szövegkörnyezetből kiderül, milyen nagyságrendű lehet a szám, ez nem jelent gondot. Probléma akkor merül fel, ha a számítások már függetlenednek a szövegtől. Tipikusan ilyenek a csillagászati számítások. A sumerek annak jelölésére, hogy egy hatvanas csoportot már egybe fogtak, az írónád tompa végét nyomták a számjel mellett az agyagba, így kaptak egy kis, kör alakú jelet. Ez a helyi értékes számírás alapelve.
Az írásrendszer (valószínűleg Nagy Sándor hódításai révén) átkerült Indiába. Ott egy alfanumerikusra emlékeztető számírást használtak: a számokat a nevük kezdőbetűjével jelölték. A két rendszer egybevetésével pedig elég volt az első néhány szám nevét használni, valamint a kör alakú jelet a kihagyott hely jelölésére.
Utóbbi jelet sokáig nem értelmezték számként, inkább egyfajta díszítő motívumként. A magyarba német közvetítéssel került, az eredeti „zifr“ szót a népetimológia kiegészítette, ebből született a magyar „cifra“ szó. Ezzel párhuzamosan igen komoly és hosszú filozófiai vitát is eredményezett, hogy valamit, ami nincs, hogyan lehet jelölni, van-e értelme jelölni.
A hindu számjegyek, egyszerű kezelhetőségük miatt gyors terjedésnek indultak, és ugyanakkor alakultak is. Emiatt három különböző íráskép is használatos a Föld különböző tájain, ebből számunkra legfontosabb az Európában használatos.
Az arabok a hódításaiknak köszönhetően eljutottak egyrészt Indiába kelet felé, másrészt az Ibériai-félszigetre. Mai értelem szerint egyetemeket alapítottak utóbbi területen, amik nem csak a birodalmuk, de egész Európa szellemi központjai lettek. A Córdobai és sevillai egyetemen tanult Gerbert d'Aurillac, a későbbi II. Szilveszter pápa, aki innen hozta magával a hindu-arab számjegyeket. Ezzel nagy lökést adott az európai matematika fejlődésének, bár ez igazán mintegy 200 évvel később bontakozott ki.
1202-ben adta ki Leonardo di Pisa a Liber Abaci, amelyben bemutatta az új számírást, valamint az alkalmazásait. Mivel ennek révén a számítások nagymértékben megkönnyebbedtek, a könyv és a rendszer nagy sikert aratott, és terjedni kezdett. Ugyanakkor azonban konzervatív erők lassították e terjedést, így a számírás sokáig csak a pénzügyi és kereskedelmi területeken volt ismert.

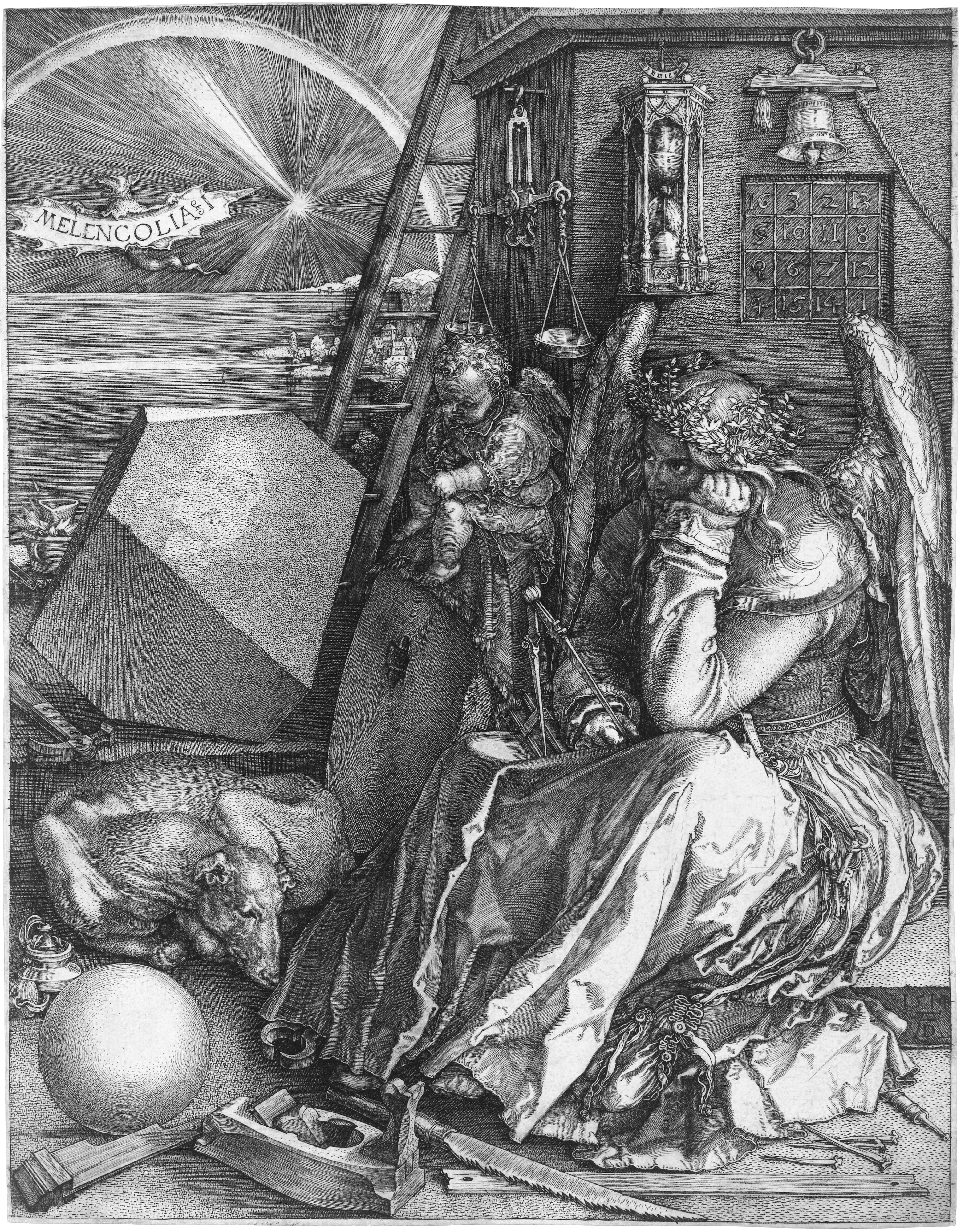
Az új számjegyek első megjelenése Dürer metszetén.

A számok alakját végül Albrecht Dürer (festő) alakította ki. Ez egyben az írásmód végleges győzelmét jelentette a mindennapokban is. Melankólia I című metszetén a jobb felső sarokban látható egy bűvös négyzet, amiben már a modern számjegyekkel leírt számok láthatóak. Mivel ez a legkorábbi ilyen forma, ezért feltételezhető, hogy Dürer maga alkotta meg eme jegyeket, valószínűleg a rézmetszésnek való megfelelés céljából.
A helyi értékes tízes számrendszer hatékonysága és egyszerűsége révén mára már gyakorlatilag a teljes bolygón elterjedt, kiszorította a legtöbb lokális írásrendszert.

## Érdekességek
- A legtöbb ősi számrendszer nem tízes alapú, holott azt gondolnánk logikusnak.
- A régi számrendszerek emlékei mesékben is továbbélnek. Ilyen például a három (három testvér, három próba, háromfejű sárkány), az öt (szintén sárkányfejek), vagy a mágikus hetes (megint a sárkány).
- Az ókori Kínában százas számrendszert használtak, ezt egy egészen különleges módon írták le, hosszú és rövid vízszintes vonalakat használva.
- A Maja Birodalomban több szempontból is szokatlan számírást használtak.
  - A számjegyeket különböző arckifejezésű fejek jelölték.
  - Az írásrendszer 20-as alapú volt, azonban a második helyi érték csak 18-ig ment. Ennek oka, hogy a maják elsősorban naptárak készítésére használták a számokat, így az év napjait 20·18=360 számmal írták le. Öt napot az istenek ünneplésére használtak, így jön ki a 365 nap.
- Egy legenda szerint Gerbert szerzetest egy fogadóban sátánimádónak vélték, mert a hindu-arab számok használatával abakusz és az ujjai nélkül tudott igen bonyolult számításokat végezni, pusztán a számok leírásával.